# Алабастър
Алабастърът е естествен минерал, който лесно може да бъде изваян в плавни и изящни форми. Това многоцветно вещество е красиво, пропуска светлината и е прорязано от множество жилки, което го прави подходящо за извайване на декоративни детайли и фигури. Алабастърът е по-мек от мрамора и затова често се използва за детайлни скулптури и различни ритуални предмети, непостижими за изработка с твърди минерали. Може по-лесно да бъде издълбан в сложни и величествени произведения на изкуството за използване в закрити помещения.
Археолозите и геолозите използват названието по различен начин. Първите го използват в по-широк смисъл, който включва разновидности на два различни минерала. Геолозите определят алабастъра като финозърнест масивен тип гипс, което е воден сулфат на калция. Археолозите наричат алабастър скала, която е финозърнест лентов тип калцит, химически карбонат на калция. 
Изящни съдове, урни, предмети и статуетки от алабастър са открити в гробницата на Тутанкамон и украси на древноримски храмове. Изработвани са цели прозорци от алабастър и великолепни религиозни сцени, които са в музеи, средновековни църкви и катедрали в Италия, Испания и Англия. 
Алабастърът тип калцит също се нарича „ониксов мрамор“, „египетски алабастър“ и „ориенталски алабастър“ и е геоложки описан като компактен ивичест травертин или „сталагмитен варовик“, маркиран с шарки от въртящи се ивици от кремаво и кафяво. „Ониксов мрамор“ е традиционно име, поради това че алабастърът съчетава в себе си красивите естествени жилки на мрамора с невероятната светопропускливост на оникса. Това име е геологически неточно, но се е наложило с времето. 
Името може да произлиза и от древноегипетското a-labaste, което се отнася до съдовете на египетската богиня Баст. Тя е представяна като котка или лъвица и често изобразявана като такава на фигури, поставени върху тези алабастрови съдове. Друго предположение за името е, че камъкът, използван за буркани с мехлем, наречен алабастра, идва от регион на Египет, известен като Алабастрон или Алабастрит.
В Европа вековният център за обработка и търговия с алабастър в Италия е Волтера в областта Тоскана. В магазините във Волтера има удивителни летящи ята, изпълнени с живот коне, изправени на задните си крака, и грациозни човешки фигури – всичко това изработено от алабастър и излъчващо сияние като шлифовано стъкло. В сводести изложбени зали са изложени богато украсени с тежки гроздове урни, репродукции на антични скулптури и гравирани вази, свещници, фигурки за шах, кутии за бижута и много други украшения. Във варовиковия слой под региона на Волтера се срещат заоблени камъни, тежащи от 2 до 1000 килограма. Тези камъни се добиват в каменни кариери или в тунели, стигащи до 280 метра дълбочина. Цветът на алабастъра варира от прозрачно бяло до слонова кост и жълто, от червеникаво до тъмнокафяво, от сиво-зелено до черно, като притежава и множество разнообразни жилки и различна степен на прозрачност.